# Von brigði
Von brigði — альбом ремиксов группы Sigur Rós, вышедший в 1998 году на лейбле Smekkleysa Records. На сборнике представлены ремиксы на песни из их дебютного студийного альбома Von. Альбом доступен только в Исландии и только через онлайн-магазин группы. Была выпущена также грампластинка на зелёном виниле количеством всего 100 экземпляров, в которую вошли четыре композиции.
Идея создания альбома ремиксов принадлежала Исару Логи Арнарсону, редактору журнала Undirtónar. Его выпуск, помимо прочего, мог бы частично скрасить время ожидания второго студийного альбома. Sigur Rós согласились с предложением. По словам басиста группы Георга Хоульма, «после его выпуска [альбома Von] мы хотели, чтобы исландские музыканты-электронщики сделали ремиксы на все песни из него. Мы получили записи от множества различных людей. Некоторые были хорошими, некоторые — плохими».
Единственная композиция, не являющаяся ремиксом, — «Leit af lífi». Первоначально её планировалось включить в альбом Von, но песня была недоработана, и поэтому было решено поместить её на Von brigði. «Leit af lífi» достигла первого места в исландских хит-парадах и удерживала его целое лето 1998 года.

## Список композиций
| №   | Название                                                                         | Длительность |
| --- | -------------------------------------------------------------------------------- | ------------ |
| 1.  | «Syndir Guðs (Recycled by Biogen)» («Божьи грехи»)                               | 6:55         |
| 2.  | «Syndir Guðs (Recycled by múm)»                                                  | 4:52         |
| 3.  | «Leit af lífi (Recycled by Plasmic)» («Поиски жизни»)                            | 5:26         |
| 4.  | «Myrkur (Recycled by Ilo)» («Темнота»)                                           | 5:29         |
| 5.  | «Myrkur (Recycled by Dirty-Bix)»                                                 | 5:01         |
| 6.  | «180 sekúndur fyrir sólarupprás (Recycled by Curver)» («180 секунд до рассвета») | 3:00         |
| 7.  | «Hún Jörð … (Recycled by Hassbræður)» («Мать-Земля…»)                            | 5:19         |
| 8.  | «Leit af lífi (Recycled by Thor)»                                                | 5:32         |
| 9.  | «Von (Recycled by GusGus)» («Надежда»)                                           | 7:24         |
| 10. | «Leit af lífi (Recycled by Sigur Rós)»                                           | 5:02         |

| №  | Название                               | Длительность |
| -- | -------------------------------------- | ------------ |
| 1. | «Myrkur (Recycled by Dirty-Bix)»       | 5:01         |
| 2. | «Von (Recycled by GusGus)»             | 7:24         |
| 3. | «Leit af lífi (Recycled by Plasmic)»   | 5:26         |
| 4. | «Leit af lífi (Recycled by Sigur Rós)» | 5:02         |